# 圣若瑟圣堂
圣若瑟圣堂（英語：Saint Joseph's Oratory of Mount Royal）是一座罗马天主教宗座圣殿，位于加拿大魁北克省蒙特利尔的皇家山西南角。

## 历史

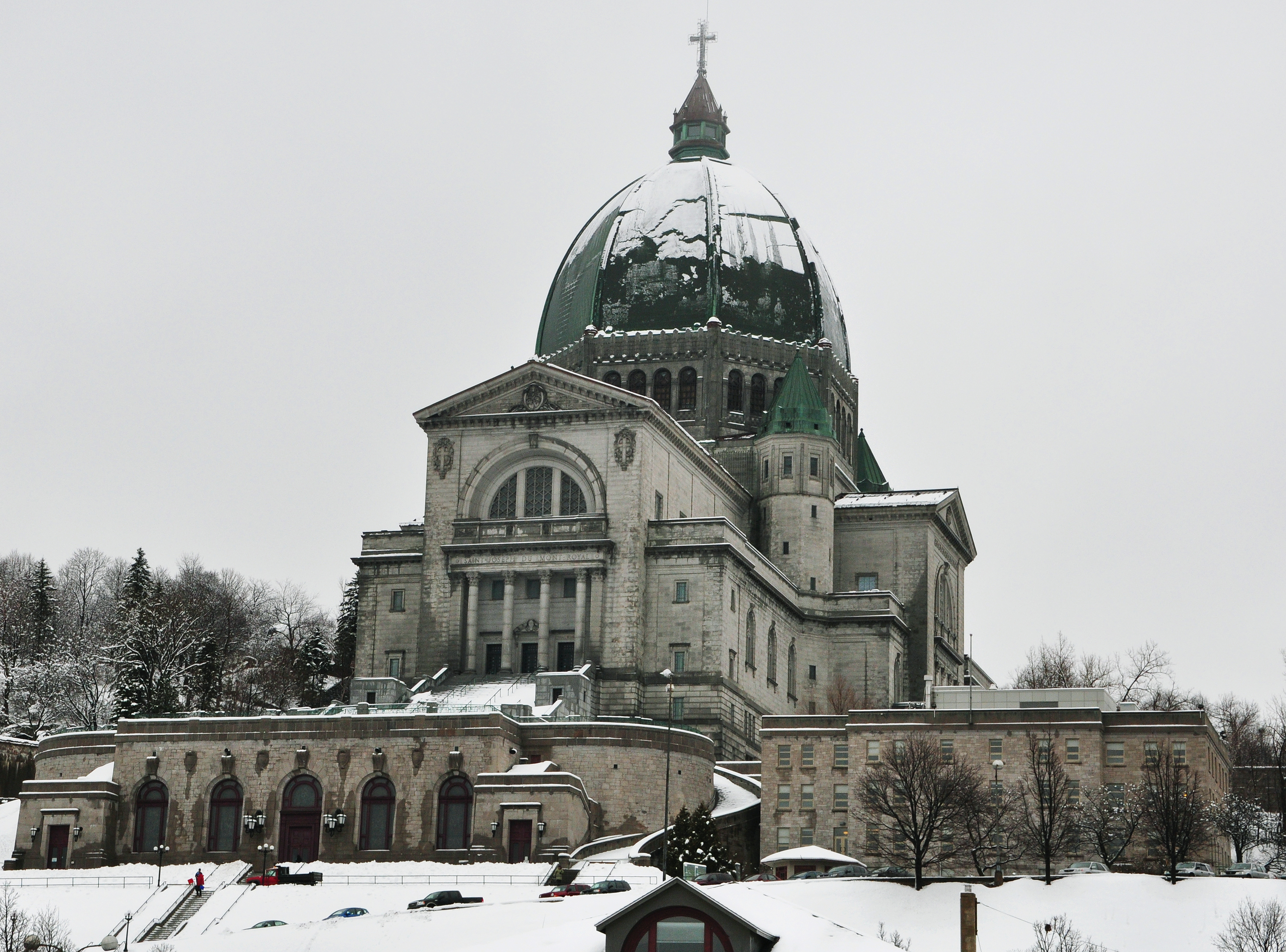
白雪覆盖的圣若瑟圣堂

1904年，聖十字架會會士安德列·貝塞（André Bessette）在皇家山圣母学院附近兴建一座小教堂，不久就由于访问者增多而感到太小，1917年兴建有1000座位的新教堂，到1924年扩建成目前总共2400座位，可容纳1万人的教堂，完成于1967年。这座圣堂穹顶设计向佛罗伦萨的圣母百花大教堂致敬，是世界第三大，仅次于科特迪瓦的亚穆苏克罗和平之后大殿和罗马的圣伯多禄大殿，也是加拿大最大的教堂。
这座宗座圣殿供奉圣若瑟，安德列报告许多奇迹，多数与治疗疾病有关，许多残疾人，盲人，病人前来朝圣，甚至包括新教徒。圣堂内有一面墙展示了据称在此治愈的数千人的拐杖。教宗若望保禄二世相信这些奇迹是真实的，在1982年将安德列列入真福品。
安德列的心脏保存在教堂博物馆内。每年有200多万游客和朝圣者访问圣若瑟圣堂。它位于玛丽女王路3800号，靠近地铁雪岭站（Côte-des-Neiges）。
2005年，圣若瑟圣堂列为加拿大历史古迹。
在大富翁游戏中，蒙特利尔市以圣若瑟圣堂的照片来代表。

## 恐怖袭击
2019年3月22日，一个身穿深色外套，头戴白帽的26岁男穆斯林在Claude Grou神父主持早间平日弥撒时，突然喊着“真主至大”冲上祭台，将神父刺伤，恐怖分子用小刀连刺神父胸口两次，由于用力过猛，小刀折断，被刺神父已于当天晚上出院。。